# Diorhabda carinulata
Diorhabda carinulata is een keversoort uit de familie bladkevers (Chrysomelidae). De wetenschappelijke naam van de soort werd in 1869 gepubliceerd door Jules Desbrochers des Loges.

## Galerij

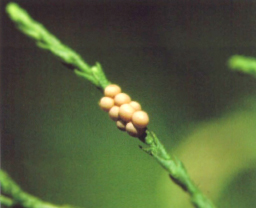
De eieren op een tamarisk
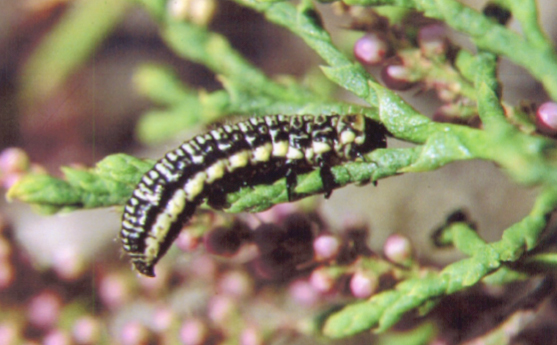
De larve
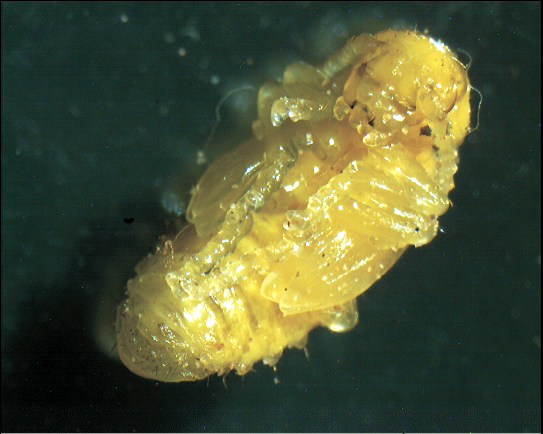
De pop